# Distretto di Bosomtwe
Il distretto di Bosomtwe (ufficialmente Bosomtwe District, in inglese) è un distretto della regione di Ashanti del Ghana. Fece parte del vecchio Distretto di Bosomtwe-Atwima-Kwanwoma dal 10 marzo 1989; il distretto era stato creato dall'ex Distretto di Ejisu-Juaben-Bosomtwe, fino a che la parte occidentale del distretto fu separata il 29 febbraio 2008 per costituire il Distretto di Atwima Kwanwoma; la parte rimanente fu denominata Distretto di Bosomtwe. È situato nella parte centrale della regione di Ashanti, ed il capoluogo è Kuntanase.